# Сюровай (Увинский район)
Сюровай — деревня в Увинском районе Удмуртии, входит в состав Сям-Можгинского сельского поселения.

## География
Деревня находится на расстоянии 12 км к северо-западу от посёлка Ува, административного центра района, и 76 км к западу от города Ижевск, административного центра республики.

### Часовой пояс
Деревня Сюровай, как и вся Удмуртская Республика, находится в часовой зоне МСК+1. Смещение применяемого времени относительно UTC составляет +4:00.

## Население
| 2010 | 2012 |
| ---- | ---- |
| 239  | ↘231 |

## Улицы
- ул. К. Маркса,
- ул. Курчатова,
- ул. Советская,
- ул. Удмуртская,
- ул. Чкалова.